# Плешановська сільська рада
Плеша́новська сільська рада (рос. Плешановский сельский совет) — сільське поселення у складі Червоногвардійського району Оренбурзької області Росії.
Адміністративний центр — село Плешаново.

## Історія
До 2005 року існували Люксембурзька сільська рада (село Плешаново (частина), присілки Верхньоільясово, Малоюлдашево, Новоюлдашево, селища Клинок, Юговка) та Плешановська сільська рада (села Донське, Плешаново (частина)).

## Населення
Населення — 6309 осіб (2019; 6432 в 2010, 7034 у 2002).

## Склад
До складу сільської ради входять:
| Населений пункт           | Населення, осіб (2002) | Населення, осіб (2010) |
| ------------------------- | ---------------------- | ---------------------- |
| Верхньоільясово, присілок | 318                    | 289                    |
| Донське, село             | 2240                   | 2035                   |
| Клинок, селище            | 188                    | 160                    |
| Малоюлдашево, присілок    | 161                    | 143                    |
| Новоюлдашево, присілок    | 160                    | 146                    |
| Плешаново, село           | 3767                   | 3486                   |
| Юговка, селище            | 200                    | 173                    |